# Linia kolejowa Pňovany – Bezdružice
Linia kolejowa Pňovany – Bezdružice (Linia kolejowa nr 177 (Czechy)) – jednotorowa, regionalna i niezelektryfikowana linia kolejowa w Czechach. Łączy Pňovany i Bezdružice. Przebiega w całości przez terytorium kraju pilzneńskiego.

## Galeria

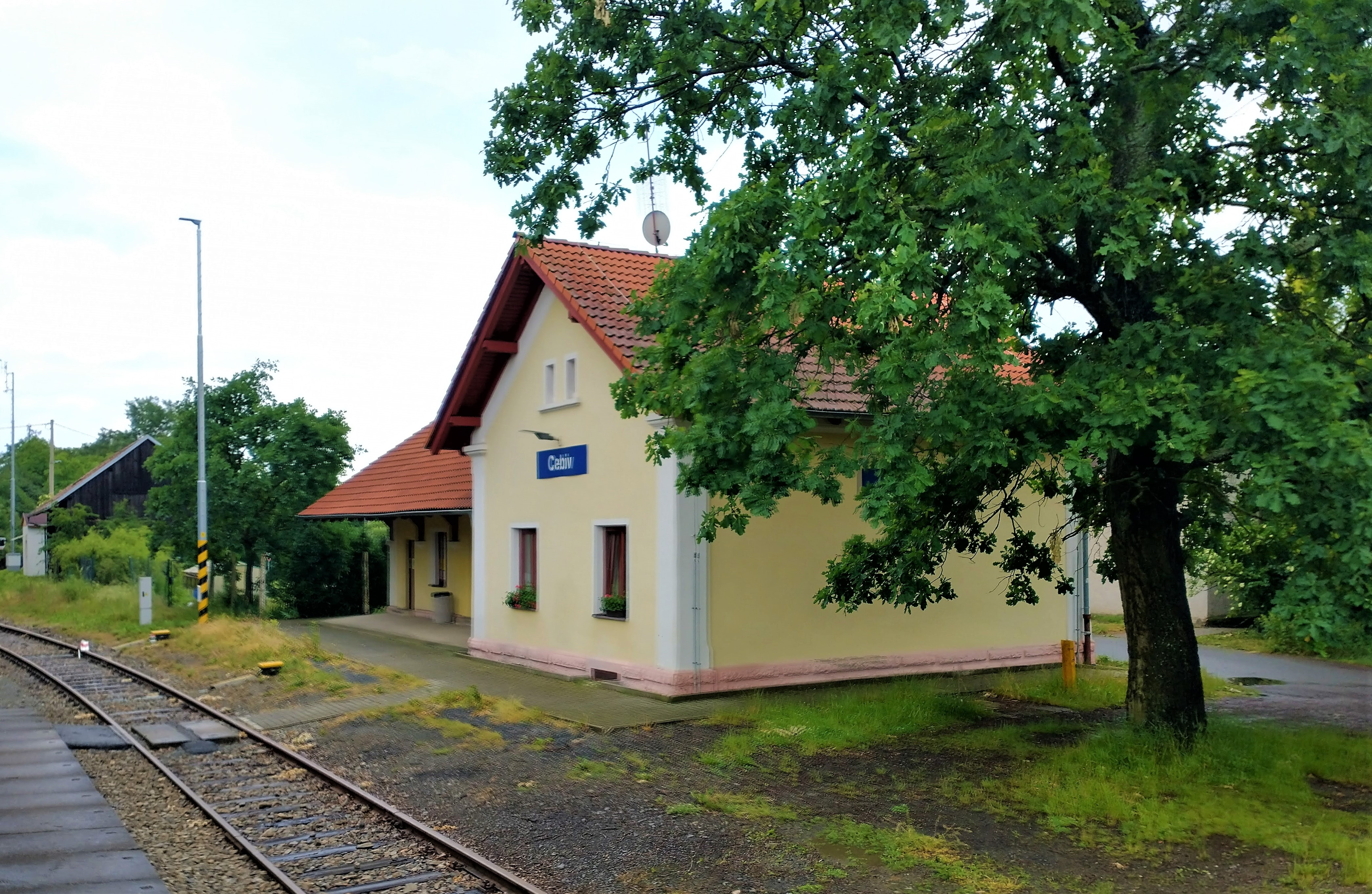
Cebiv
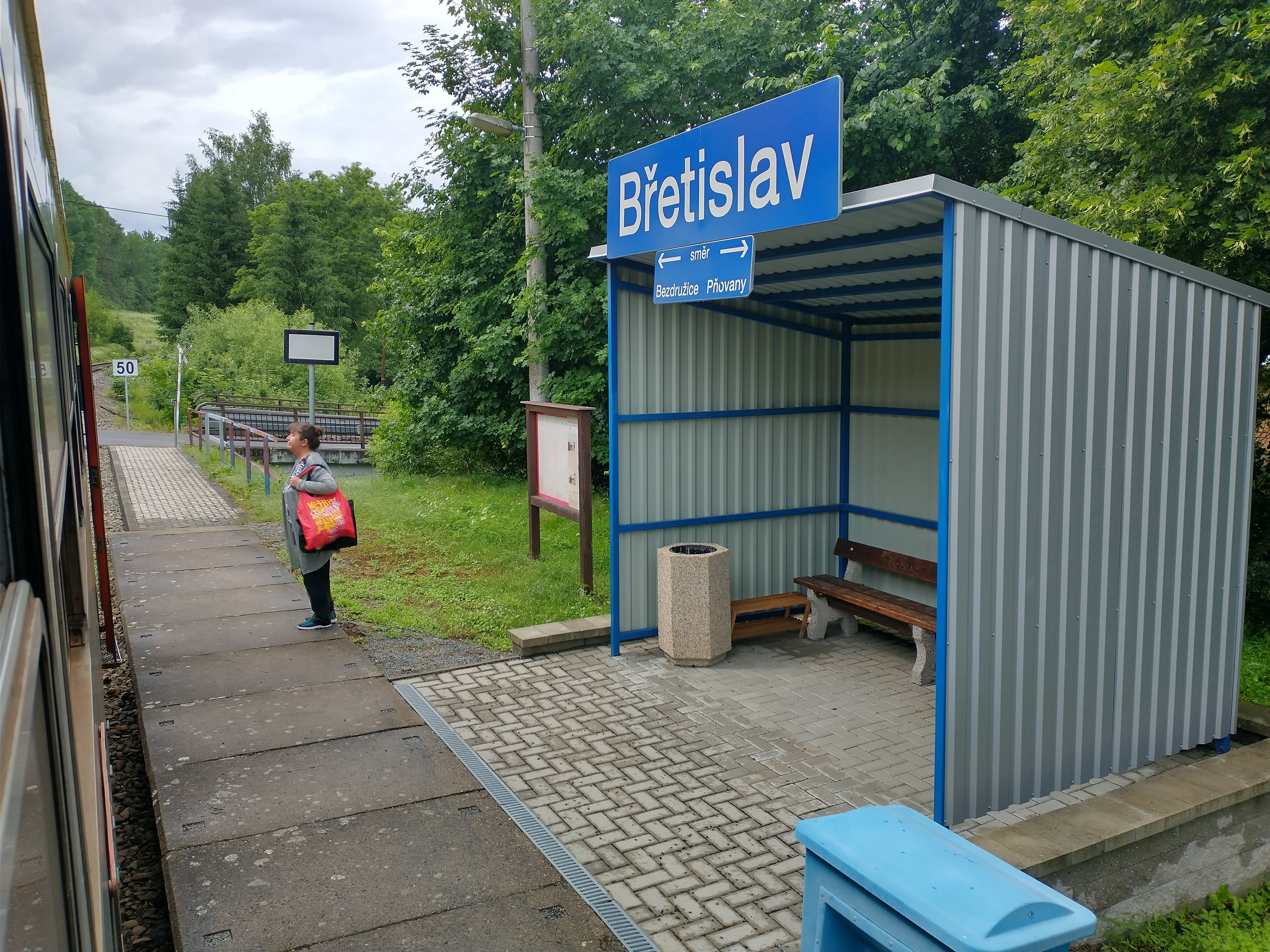
Břetislav
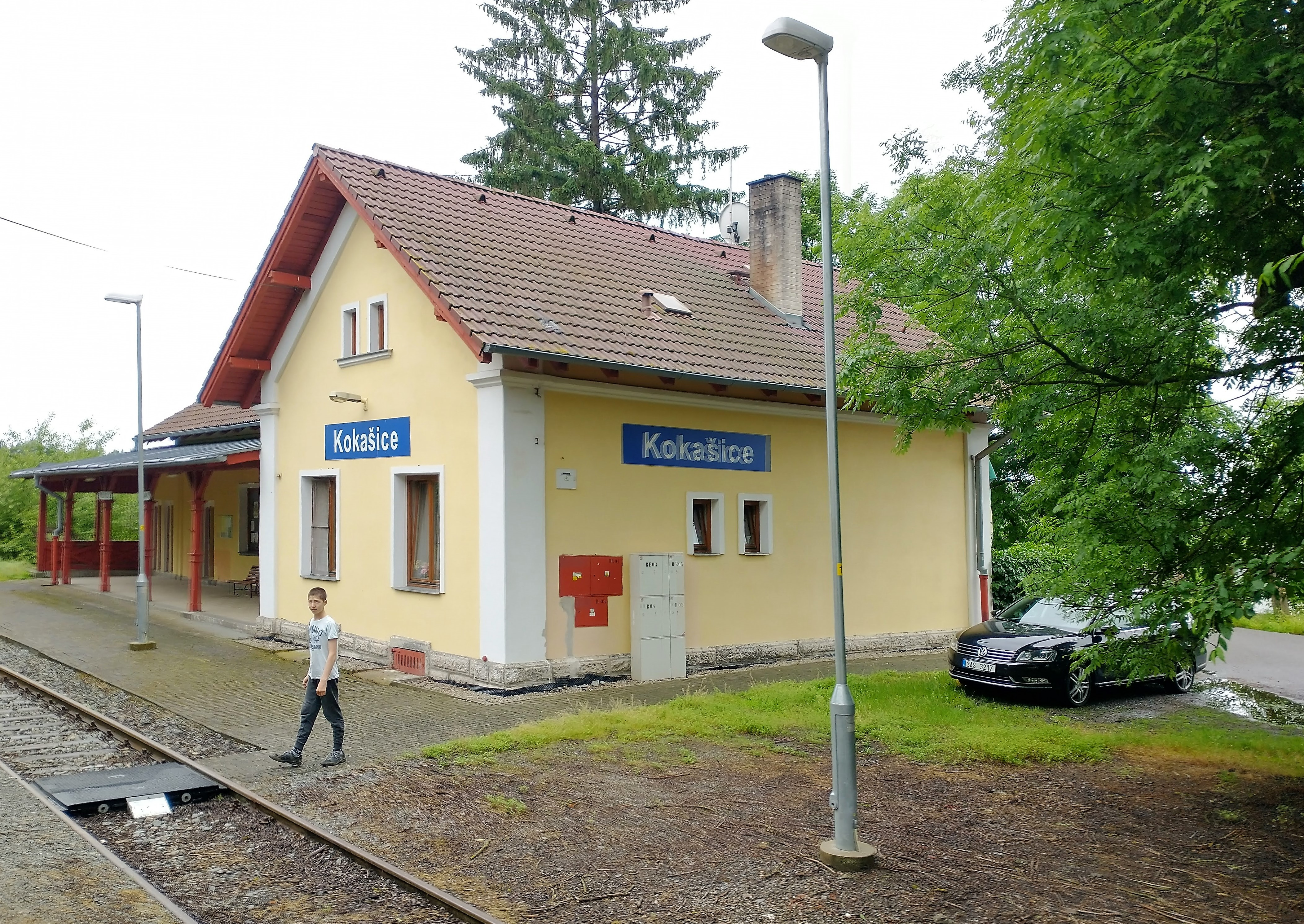
Kokašice
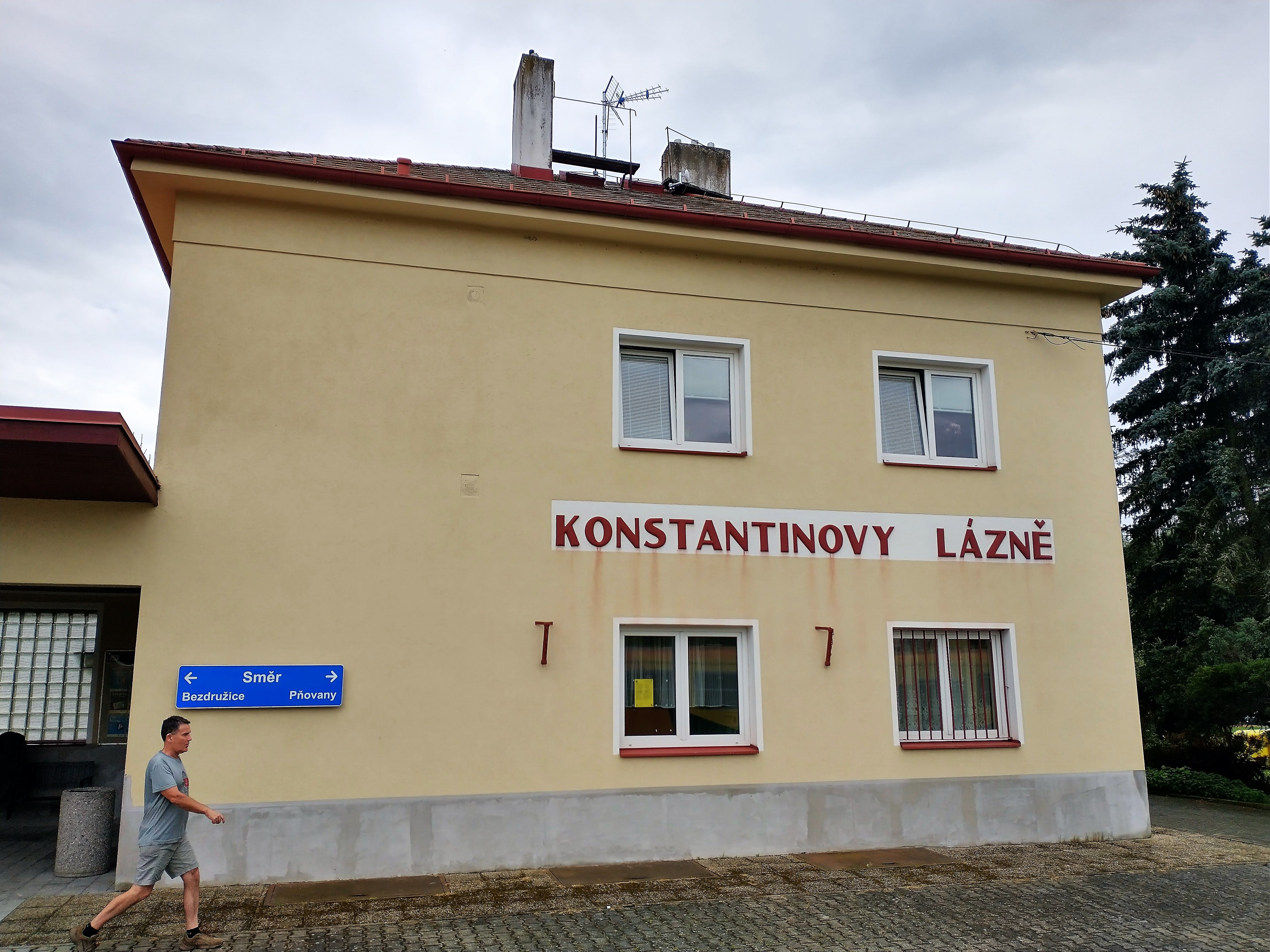
Konstantinovy Lázně
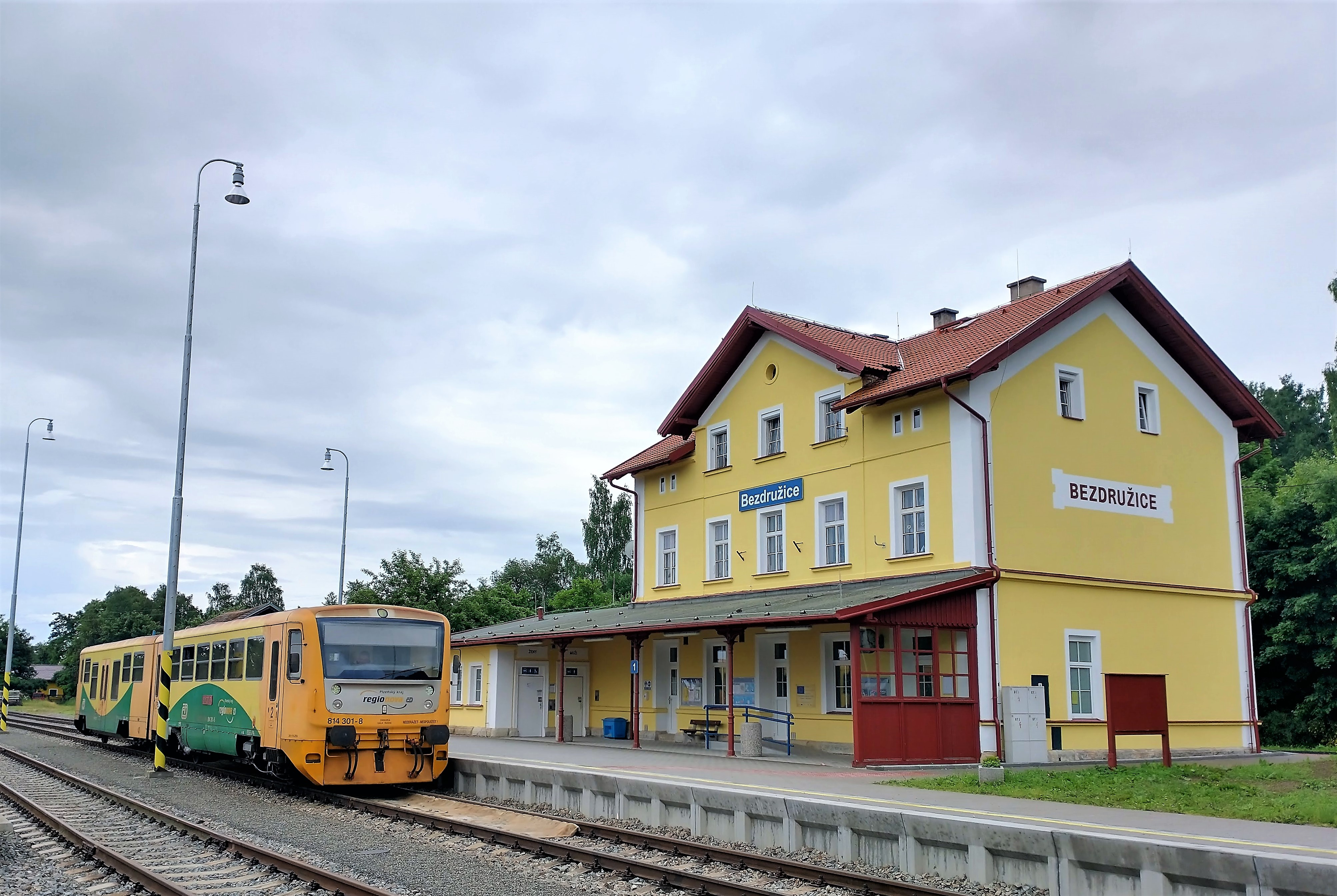
Bezdružice